# Dziennik Urzędowy Szkolnictwa w Galicji i Okręgu Lwowskim
Dziennik Urzędowy C.K. Rady Szkolnej Krajowej w Galicji – rocznik połączony z kilku lub kilkunastu oddzielnych zeszytów.
W styczniu 1891 roku w Nowym Sączu, rozpoczęto wydawanie czasopisma dla nauczycieli szkół ludowych: Szkolnictwo Ludowe. Organ Nauczycielstwa Ludowego, którego pierwszym redaktorem i wydawcą był Henryk Kisielewski, nauczyciel szkoły wydziałowej.
W 1897 roku c. k. Rada krajowa szkolna w Galicji rozpoczęła wydawanie urzędowego dziennika dla nauczycieli i szkół w Galicji. Były to dzienniki, które zawierały podobny rozkład treści: tzw. Okólniki, czyli rozporządzenia kuratorium, dotyczące przepisów szkolnych. Następnie były wskazówki dotyczące książek i programów nauczania. Ważnym zapisem typu kronikarskiego były wiadomości osobiste, lub ruch służbowy, które podawały nazwiska zmian personalnych nauczycieli, awansowanych na stanowiska kierownicze lub przenoszonych do poszczególnych szkół, a także były ogłoszenia powiatowe konkursów na wolne stanowiska nauczycielskie. Wiadomości osobiste są przydatnym źródłem archiwalnym do poznawania historii szkolnictwa w XIX i XX wieku.
Szematyzmy Galicji i Lodomerii tylko podawały wykazy szkół, wraz z nazwiskami nauczycieli kierowników i pomocniczych, a Dzienniki Urzędowe przedstawiały dokładniejsze informacje w szkolnictwie. W 1924 roku ukazał się spis szkół w okręgu Lwowskim. 
Po uzyskaniu niepodległości w 1918 roku, wydawanie dzienników było kontynuowane pod nazwą: 
- Dziennik Urzędowy Krajowej Rady Szkolnej we Lwowie (1918-1921).
- Dziennik Urzędowy dla Okręgu Szkolnego Lwowskiego: wydawany przez Kuratorjum O.S.L. we Lwowie (1921-1923).
- Dziennik Urzędowy Kuratorium Okręgu Szkolnego Lwowskiego (1924-1939).

W latach 1946–1948, w województwie rzeszowskim, był wydawany Dziennik Urzędowy Kuratorium Okręgu Szkolnego Rzeszowskiego. W tym dzienniku nie zamieszczano już wiadomości o ruchu służbowym.